# 71-ша мотострілецька дивізія (РФ)
71-та гвардійська мотострілецька Печензька ордена Кутузова дивізія (71 МСД, в/ч 08275) — механізоване тактичне формування Збройних сил Російської Федерації в складі 14-го армійського корпусу Ленінградського військового округу. Резерв 61-ї окремої бригади морської піхоти.

## Дислокація
Штаб бригади розташований неподалік селищ Печенга й Луостарі Мурманської області в 10 км від російсько-норвезького кордону.

## Історія
У 1992 році 131-ша мотострілецька дивізія, що підпорядковувалась 6-й загальновійськовій армій ЛенВО, ввійшла до складу Збройних сил рф.
1 грудня 1997 року на базі 131-ї мотострілецької дивізії шляхом скорочення її підрозділів була створена 200-та мотострілецька бригада.
1 травня 1998 році був розформований вищий орган управління — 6-та ЗА і бригада безпосередньо підпорядковується командувачу військового округу.
1 грудня 2012 року бригада була формально переведена до складу берегових військ Північного флоту. 200-та ОМСБр — єдине велике з'єднання механізованих військ, розташоване в Заполяр'ї. Озвучувались плани щодо перетворення 200-ї бригади на арктичну бригаду (себто підготовану до бойових дій в умовах Арктики).
14 червня 2025 року бригаду було переформовано у дивізію

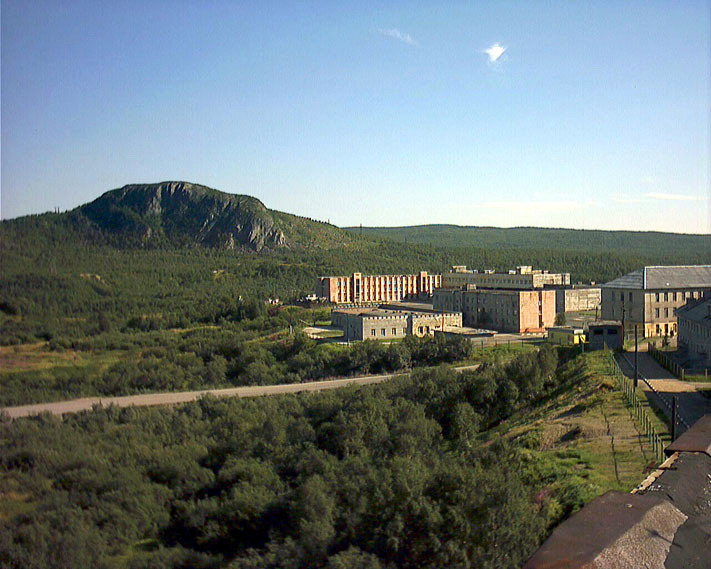
Залога Луостарі

## Бойові операції

### Російська інтервенція до Криму
Деякі військовослужбовці 200 ОМСБр були нагороджені медалями «За повернення Криму».

### Війна на сході України
Офіційно російська сторона спростовує участь як кадрових формувань ЗС РФ, так і інструкторів чи постачання техніки у війні на сході України.
Відкриті джерела надають інформацію щодо участі окремих військовослужбовців, а також підрозділів 200 ОМСБр у бойових діях на Донбасі.
22 серпня 2016 року генерал-майор Олег Цеков, командир 200-ї окремої мотострілецької Печензької бригади ЗС РФ, був оголошений Генеральною прокуратурою України як фігурант зі списку підозрюваних у вчиненні особливо тяжких злочинів проти основ національної безпеки України, миру та міжнародного правопорядку.

#### Бої під Луганськом
У серпні 2014 року підрозділи 200 ОМСБр брали участь у боях за Луганський аеропорт, боях за Хрящувате, а також були помічені у місті Краснодон Луганської області.
- Військовослужбовець 200 ОМСБр Євгеній Громовчук був ідентифікований на фотографіях у Луганському аеропорту, позуючи на фоні поваленої труби, і сидячи на МТ-ЛБ ВМК.[11]

#### 32-й блокпост
У жовтні 2014 року підрозділи 200 ОМСБр брали участь у боях за 32-й блокпост на Луганщині. 15 жовтня ними була влаштована засідка на конвой з підрозділів 24 ОМБр та батальйону «Айдар», внаслідок якої було підбито кілька одиниць техніки Збройних сил України, але під час бою був також знищений щонайменше командир протитанкової батареї 200 ОМСБр Євген Трундаєв.

#### Дебальцеве
Узимку 2015-го формування 200 ОМСБр брали участь у боях за Дебальцеве.

#### Війна Росії проти України
1 березня 2022 року під Харковом, було розгромлено БТГР бригади та знищено близько 30 одиниць техніки. Також частину техніки було захоплено бійцями ЗСУ
.
8 квітня стало відомо про загибель командира артилерійського дивізіону 200 ОМСБр підполковника Хаметова Динара

Під час контрнаступу ЗСУ у Харківській області у вересні багато одиниць техніки бригади було захоплено ЗСУ як трофеї. Наприкінці вересня бригада зробила невдалу спробу знову захопити Куп'янськ. Бригада однієї з перших в Росії отримала одні з найсучасніших на момент початку війни російських танків — Т-80БВМ, в ході бойових дій вона втратила 18 з 26 даних танків і десятки інших одиниць техніки, що були в неї, втратила боєздатність і була виведена на територію Росії для поповнення.

## Структура

### 2019
- 60-й окремий танковий батальйон[19]
- 246-й окремий зенітний ракетно-артилерійський дивізіон (нп.Луостарі Нижнє, Печенгський р-н)[20]

## Озброєння
На початку лютого 2019 року повідомлялося, що 60 ОТБ бригади майже повністю переоснащено на сучасну модернізацію танку Т-80БВМ.

## Командування
- (2014) полковник Цеков Олег Мусович
- (2022) полковник Курило Денис Юрійович

## Втрати
З відкритих джерел відомо про деякі втрати 200 ОМСБр, понесені під час російсько-української війни:

## Нагороди
- Трундаєв Євген Валентинович — Герой Російської Федерації (посмертно), 19 березня 2015, за бойові дії на Донбасі.[21]
- Віталій Романов — Герой Російської Федерації, 1 червня 2015, за бойові дії на Донбасі.[22][неякісний носій]
- Козловський Євген Валерійович — Герой Російської Федерації (посмертно), 21 липня 2022, за бойові дії в Україні.[23]
- Власенков Олександр Олександрович — Герой Російської Федерації (посмертно), 11 жовтня 2022, за бойові дії в Україні.

## Галерея

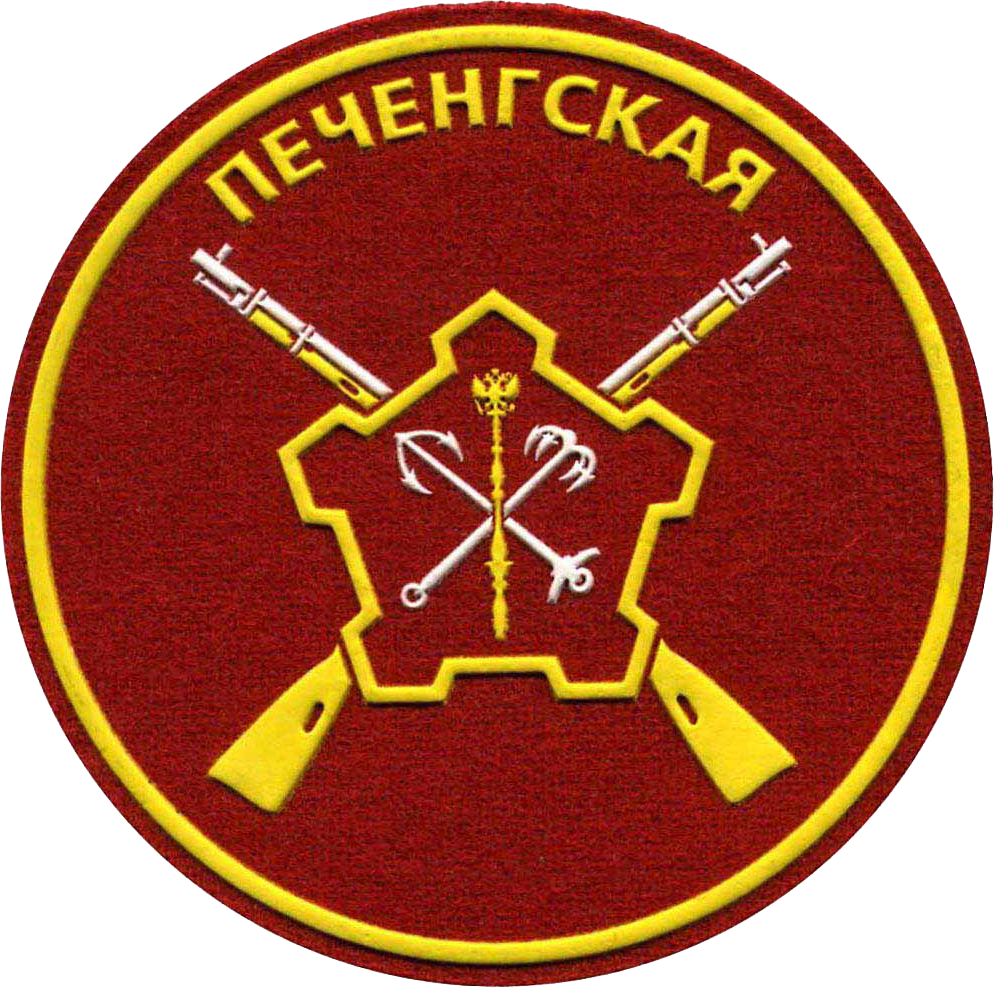
Нарукавний знак
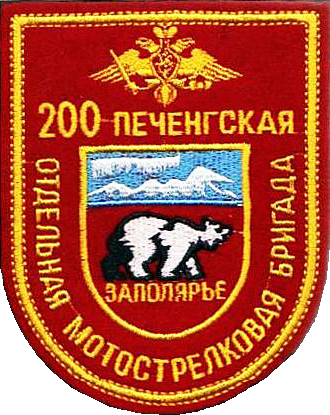
Нарукавний знак
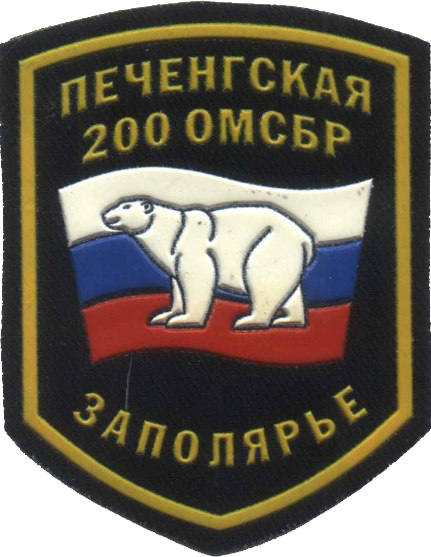
Нарукавний знак

## Матеріали
- «200-я мотострелковая бригада ВС РФ на Донбассе ч.1»[8] // Askai
- «200-я мотострелковая бригада ВС РФ на Донбассе ч.2/1»[9] // Askai
- «200-я мотострелковая бригада ВС РФ на Донбассе ч.2/2»[10] // Askai
- 200 отдельная мотострелковая бригада [Архівовано 15 серпня 2016 у Wayback Machine.]
- 200 ОМСБР, ПЕЧЕНГА, СФ // warfare.be
- 200 ОМСБР, ПЕЧЕНГА, СФ // archive.is